# Begonia racemiflora
Begonia racemiflora là một loài thực vật có hoa trong họ Thu hải đường. Loài này được Ortgies ex C.Chev. mô tả khoa học đầu tiên năm 1938.